# Haljinići
Haljinići (koristi se i naziv Aljinići) su naseljeno mjesto u općini Kakanj, Federacija Bosne i Hercegovine, BiH.

## Povijest
U Haljinićima se nalazi nekropola s četrnaest stećaka, kako je zabilježio 1971. Šefik Bešlagić. Blizu nekropole na lokalitetu Crkvenjak je rimsko naselje i srednjovjekovna crkva.
Dana 23. svibnja 1977., odvajanjem pojedinih zaselaka od župe Kraljeva Sutjeska osnovana je župa Haljinići posvećena Uznesenju BDM. Cijelo vrijeme nije imala svoju župnu crkvu, nego su svetu misu slavili na lokacijama u Bistriku, Crkvenjaku, a potom u župnom centru u Haljinićima. Dana 1. svibnja 1977. blagoslovljeni su temelji na Crkvenjaku. Ovaj prvi pokušaj gradnje crkve zastao je jer je općina Kakanj naknadno povukla već dano dopuštenje za gradnju crkve prema planu koji je također bio odobren i prema kojem su bili dovršeni temelji. Onda je kupljena je župna kuća za stanovanje župnika. U prizemlju je uređen prostor za liturgijska slavlja gdje se slave Svete mise i druga liturgijska slavlja sve do izgradnje nove crkve.
Na popisu 1991. godine iz sastava Haljinića izdvojena su samostalna naseljena mjesta Marijina Voda i Bistrik-Crkvenjak.
Tijekom bošnjačko-hrvatskog sukoba 1993. Haljinići su osvojeni od strane Armije RBiH, a većina prijeratnog pučanstva je napustila selo i preselila se u Hercegovinu, Hrvatsku ili druge zemlje.
Godine 2013. župnik Šimunović sa župljanima je započeo pregovore o kupovini zemljišta pored župne kuće na kojem se planira izgraditi župna crkva. Zemljište je kupljeno te, prema smjernicama Nadbiskupskog ordinarijata vrhbosanskog, urađen projekt za gradnju župne crkve i zatražene potrebne dozvole. Proces izdavanje dozvole bio je spor. Proljeća 2015. godine dobivena je dozvola i započeta je izgradnja župne crkve. Krenulo se prikupiti novac za gradnju i pregovarati s poduzećima koja bi bila voljni preuzeti gradnju. Izgradnja prve faze započeta je 13. srpnja 2015. i tvrtka iz Žepča izvela je građevinske radove u dogovorenom roku. Na poziv župnika vlč. Josipa Šimunovića, nadbiskup metropolit vrhbosanski kardinal Vinko Puljić blagoslovio je crkvu 10. prosinca 2015. godine.

## Stanovništvo

### Popisi 1971. – 1991.
| Haljinići          |              |                |                |
| godina popisa      | 1991.        | 1981.          | 1971.          |
| Hrvati             | 754 (92,51%) | 1.350 (87,71%) | 1.151 (96,07%) |
| Muslimani          | 15 (1,84%)   | 122 (7,92%)    | 41 (3,42%)     |
| Srbi               | 3 (0,36%)    | 6 (0,38%)      | 3 (0,25%)      |
| Jugoslaveni        | 21 (2,57%)   | 47 (3,05%)     | 0              |
| ostali i nepoznato | 22 (2,69%)   | 14 (0,90%)     | 3 (0,25%)      |
| ukupno             | 815          | 1.539          | 1.198          |

### Popis 2013.
| Haljinići          |              |
| godina popisa      | 2013.        |
| Hrvati             | 194 (74,05%) |
| Bošnjaci           | 54 (20,61%)  |
| Srbi               | 1 (0,38%)    |
| ostali i nepoznato | 13 (4,96%)   |
| ukupno             | 262          |

## Gospodarstvo
U mjestu se nalazi pogon za iskopavanje mrkog uglja koji je u sklopu rudnika Kakanj.

## Religija
Haljinići pripadaju Vrhbosanskoj nadbiskupiji Rimokatoličke crkve, Sutješkom dekanatu župe sv. Ivana Krstitelja u Kraljevoj Sutjesci, koju pastoriziraju franjevci Bosne Srebrene. U Haljinićima su ova katolička groblja: Staro groblje, Ostrugnjača i Ravne.

## Poznate osobe
- Mijo Franković, stručnjak iz područja kulturno-povijesne i prirodne baštine

## Vanjske poveznice
Haljinići na satelitskoj mapi